# Anser Island
Anser Island è un'isola situata nello stretto di Bass, a sud-ovest dell'estremità meridionale del Wilsons Promontory, nello stato di Victoria, in Australia.
L'isola fa parte del Wilsons Promontory National Park. Le acque circostanti fanno parte del Wilsons Promontory Marine Park. Fa parte inoltre della Wilsons Promontory Islands Important Bird Area, identificata come tale da BirdLife International per la sua importanza nella riproduzione degli uccelli marini.

## Geografia

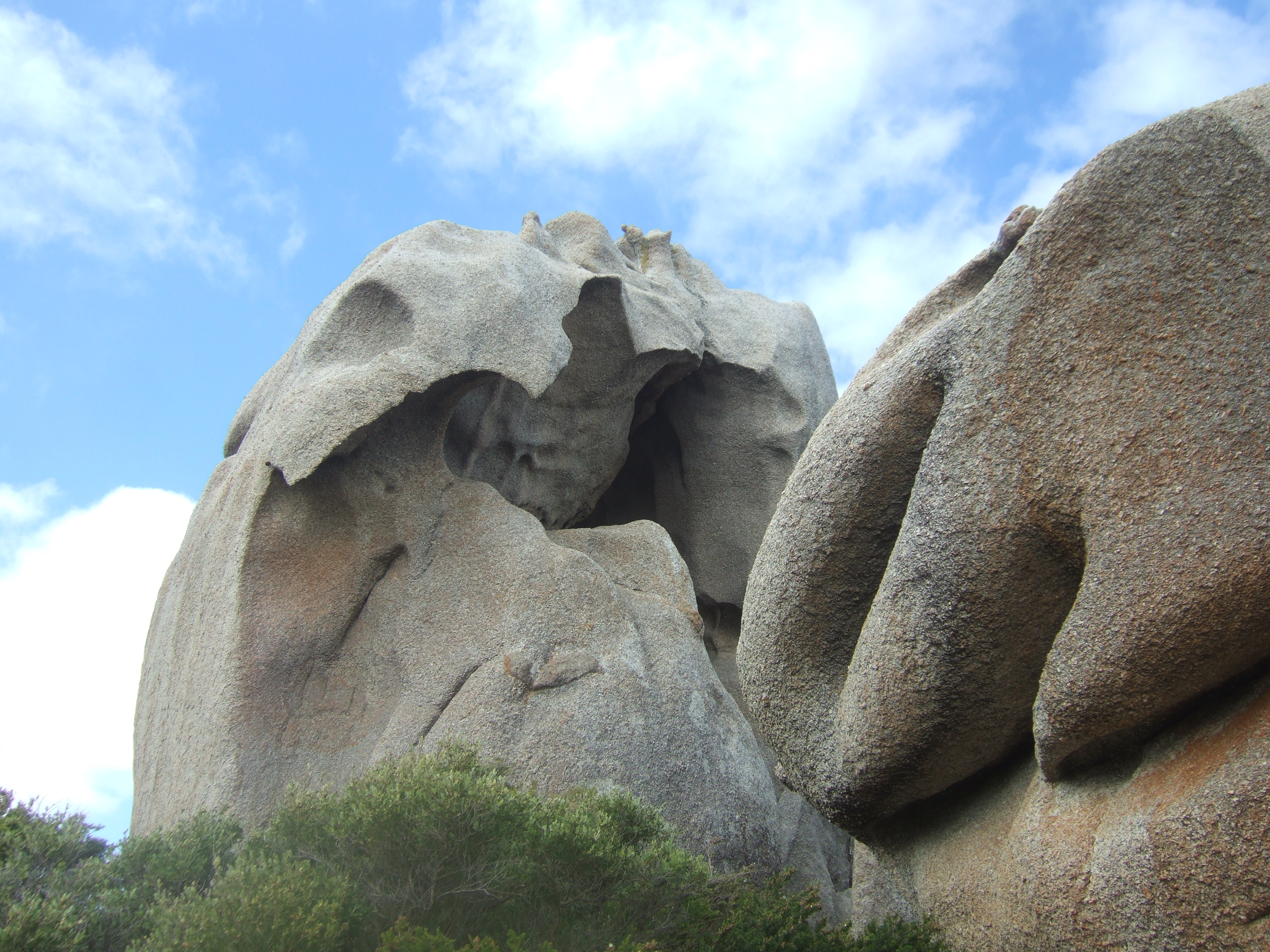
Skull Rocks

Anser Island, lunga circa 1,8 km e larga 1 km, ha una superficie di 0,74 km² e un'altezza di 152 m. È la maggiore di un piccolo gruppo di isole che prende il suo nome (Anser Islands Group), formato da: 
- Kanowna Island, a sud-ovest, alla distanza di circa 1 km.[4]
- Anderson Islets, gruppo di scogli a ovest di Kanowna.
- Cleft Island (chiamata anche Skull Rock), a ovest di Kanowna.

A nord-ovest, a circa 7,7 km si trova Great Glennie Island.

## Toponimo
Le isole Anser sono state così chiamate nel 1868 dal tenente H. J. Stanley, che rilevava la zona del promontorio Wilsons, probabilmente per le oche di Cape Barren che frequentavano le isole e che appartengono alla sottofamiglia delle Anserinae.